# Turdus menachensis
Turdus menachensis là một loài chim trong họ Turdidae.